# Volkshaus (Leipzig)

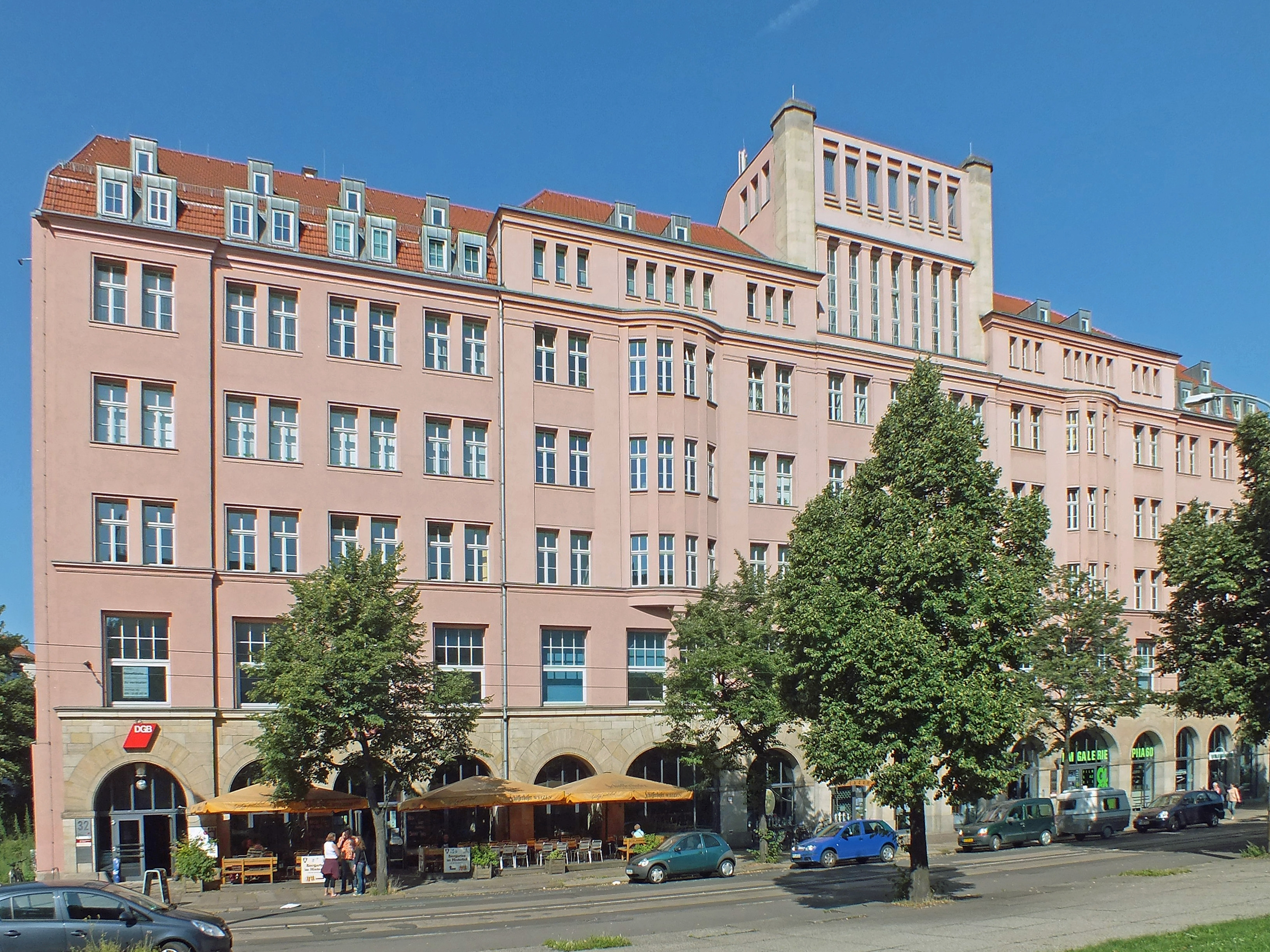
Das Volkshaus 2013

Das Volkshaus (Gewerkschaftshaus) in Leipzig ist ein eng mit der Geschichte der Gewerkschaftsbewegung verbundenes Büro- und Geschäftshaus und heute Geschäftsstelle der Gewerkschaft ver.di des Bezirkes Leipzig und Nordsachsen.

## Lage und Gestalt
Das Volkshaus liegt an der nach Süden führenden Magistrale, der Karl-Liebknecht-Straße, mit der Hausnummer 30–32. Dieser Abschnitt der Straße gehört zum Ortsteil Zentrum-Süd im Stadtbezirk Mitte.
Das Volkshaus ist ein fünfstöckiges Gebäude mit einer Straßenfrontlänge von 67 Metern. Der Mittelteil ist scheinbar um zwei hohe Etagen aufgestockt, von denen die obere nur eine Frontverkleidung für eine dahinter liegende Dachplattform darstellt. Unter dem leicht geknickten Satteldach befinden sich zwei Dachetagen. Die oberen drei Etagen des Hauses besitzen zwei symmetrisch positionierte flache Runderker. Im Erdgeschoss und in der ersten Etage sind jeweils zwei Fensterachsen zu einem Rundbogen beziehungsweise einem größeren Fenster zusammengefasst. An der Nordseite des Gebäudes schließt sich ein 16 Meter langer Seitenflügel an.
Im Erdgeschoss sind Einzelhandelsgeschäfte und eine Gaststätte mit dem Namen des Gebäudes untergebracht.
Im Innenhof befindet sich ein Denkmal für den Dichter Heinrich Heine.

## Geschichte
Seit 1843 bestand auf dem späteren Grundstück des Volkshauses das Ausflugslokal „Tivoli“. 1891 schlossen sich etwa 40 Arbeiterverbände zusammen, um ein Gewerkschaftshaus zu errichten. Die dafür gegründete Volkshaus GmbH erwarb 1904 das Tivoli-Grundstück. Der Bau erfolgte nach Plänen des Leipziger Architekten Oscar Schade. Das Haus hatte eine symmetrische elfachsige Fassade mit einem Mittel- und zwei Seitenrisaliten sowie einem überkuppelten Dachaufbau über der mittleren sechsten Achse. Die Finanzierung wurde aus Spenden der Leipziger Arbeiterschaft sowie aus Mitgliedsbeiträgen der Gewerkschaften und der sozialdemokratischen Parteiorganisationen bestritten. Das Haus wurde am 15. Juni 1906 eingeweiht.

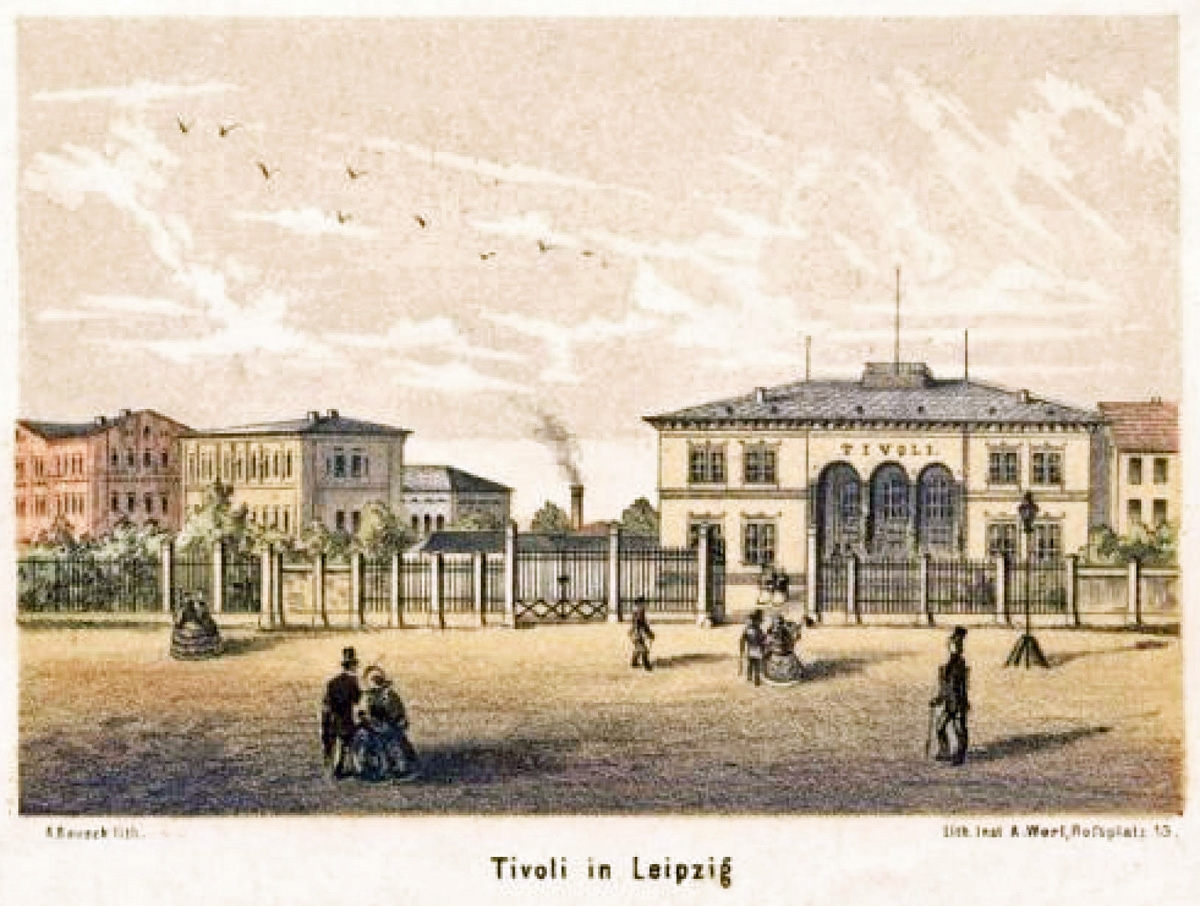
Das Ausflugslokal „Tivoli“
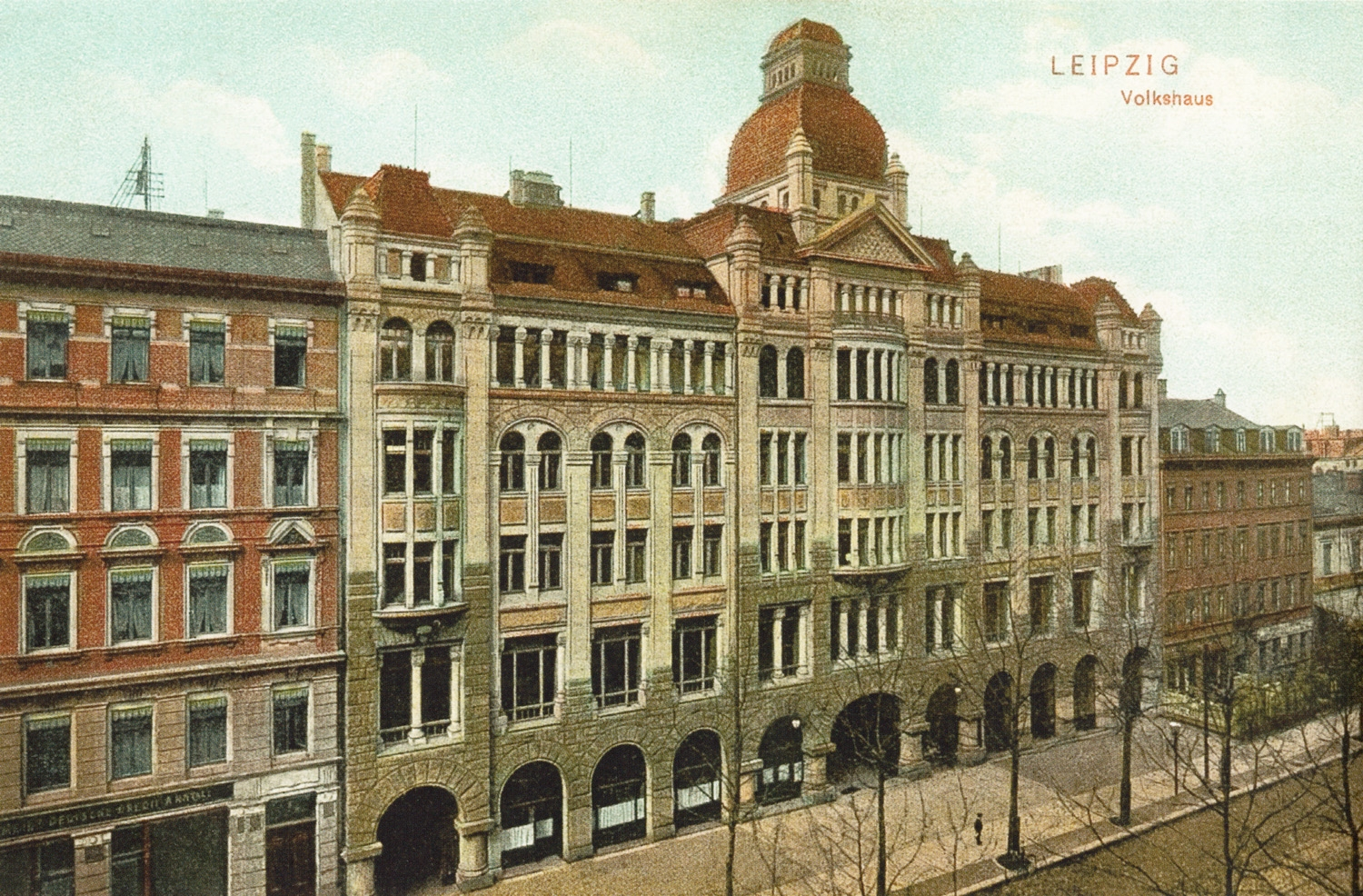
Der Volkshaus-Bau von 1906
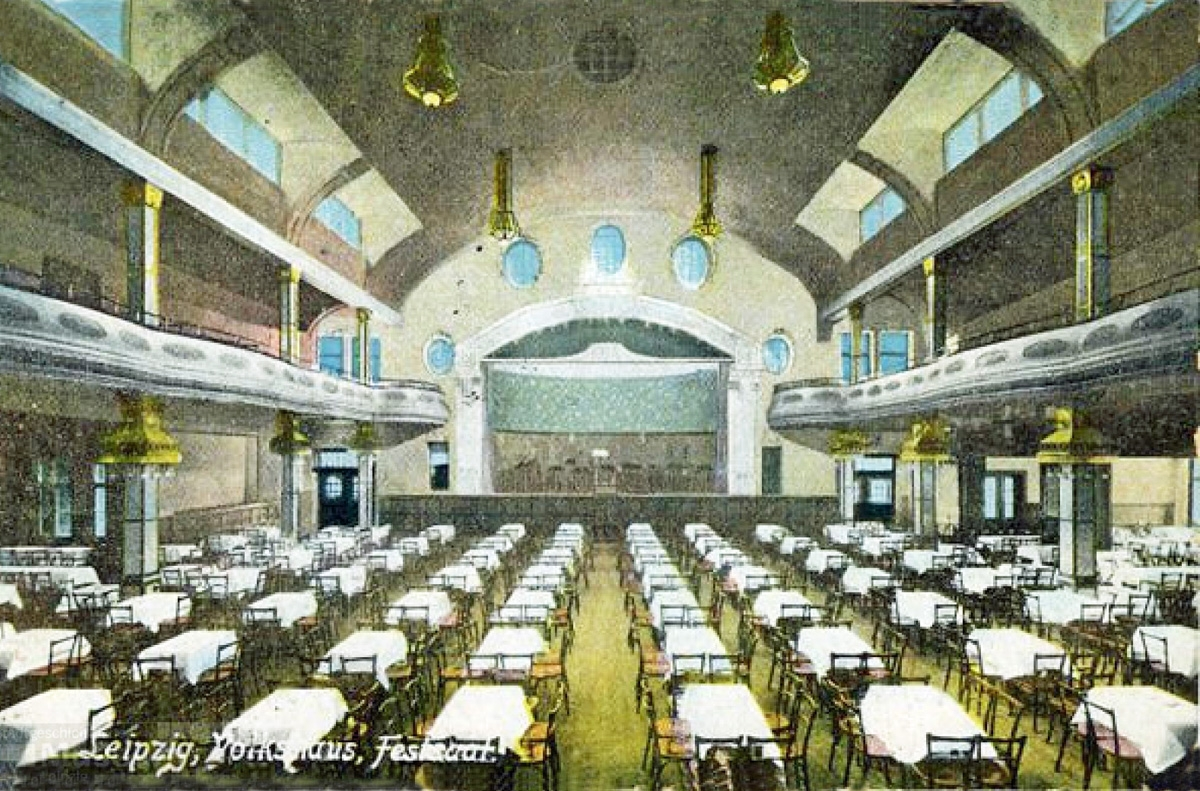
Der Festsaal um 1912
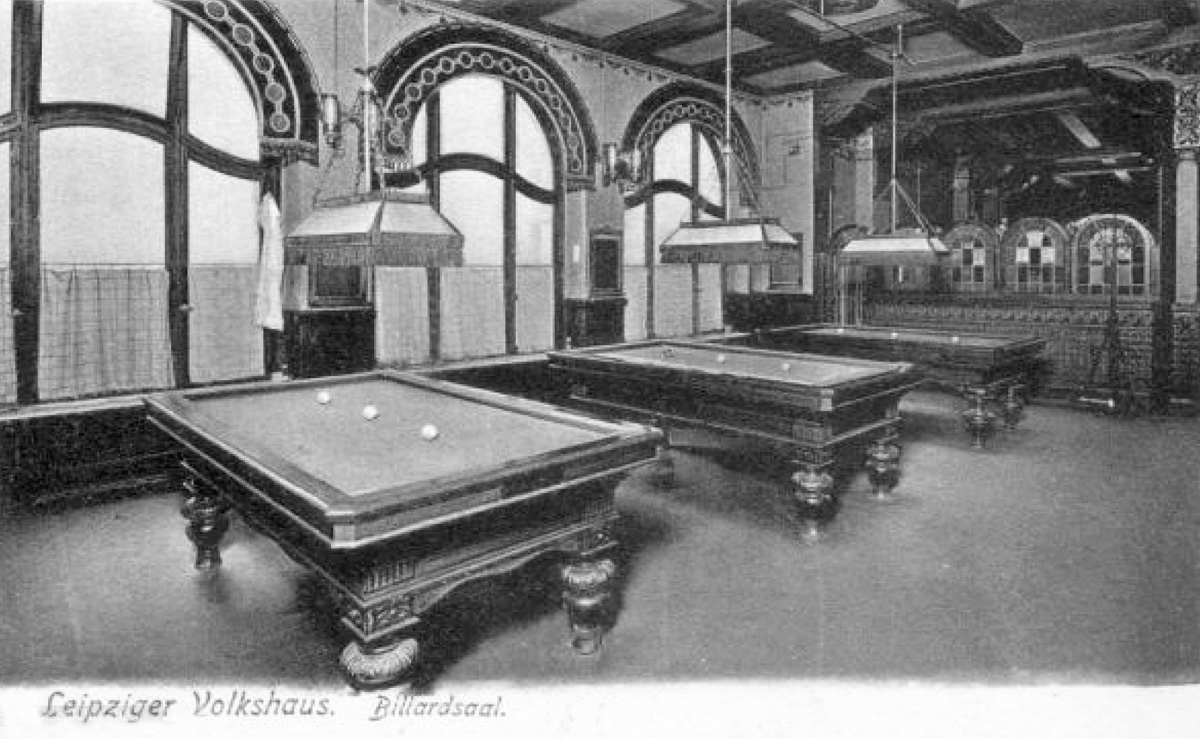
Der Billardsaal
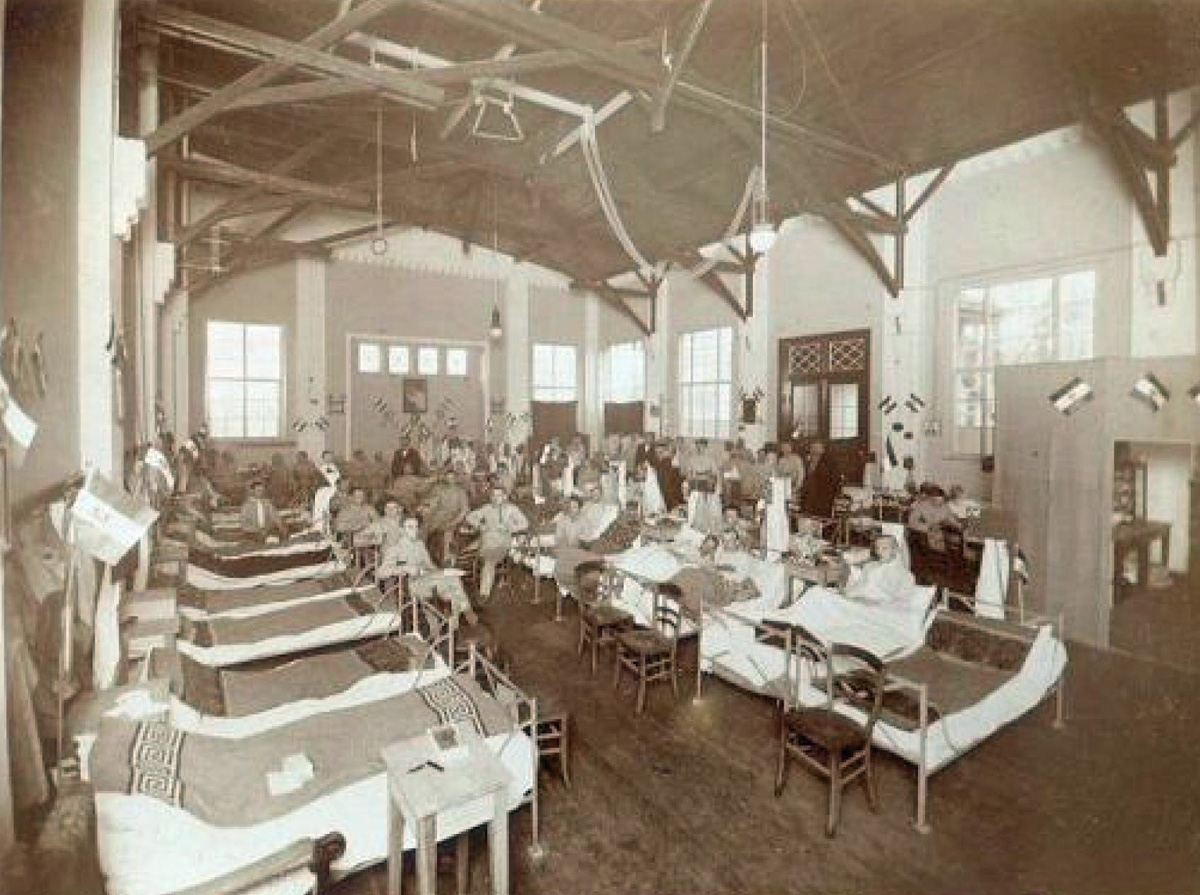
Lazarett im Turnsaal 1915

Das Haus diente als Sitz für die Gewerkschaften und zur Durchführung von deren Veranstaltungen. Es besaß aber auch Zimmer, Aufenthaltsräume, Brause- und Wannenbäder für die Übernachtung durchreisender Gewerkschaftsmitglieder. Es bot auch arbeiternahen Organisationen wie Arbeitersportvereinen, Naturfreunden, freigeistigen Organisationen und Freidenkerverbänden oder dem Leipziger Arbeiterbildungsinstitut Betätigungsmöglichkeiten. Während des Ersten Weltkriegs war im Turnsaal ein Lazarett eingerichtet.

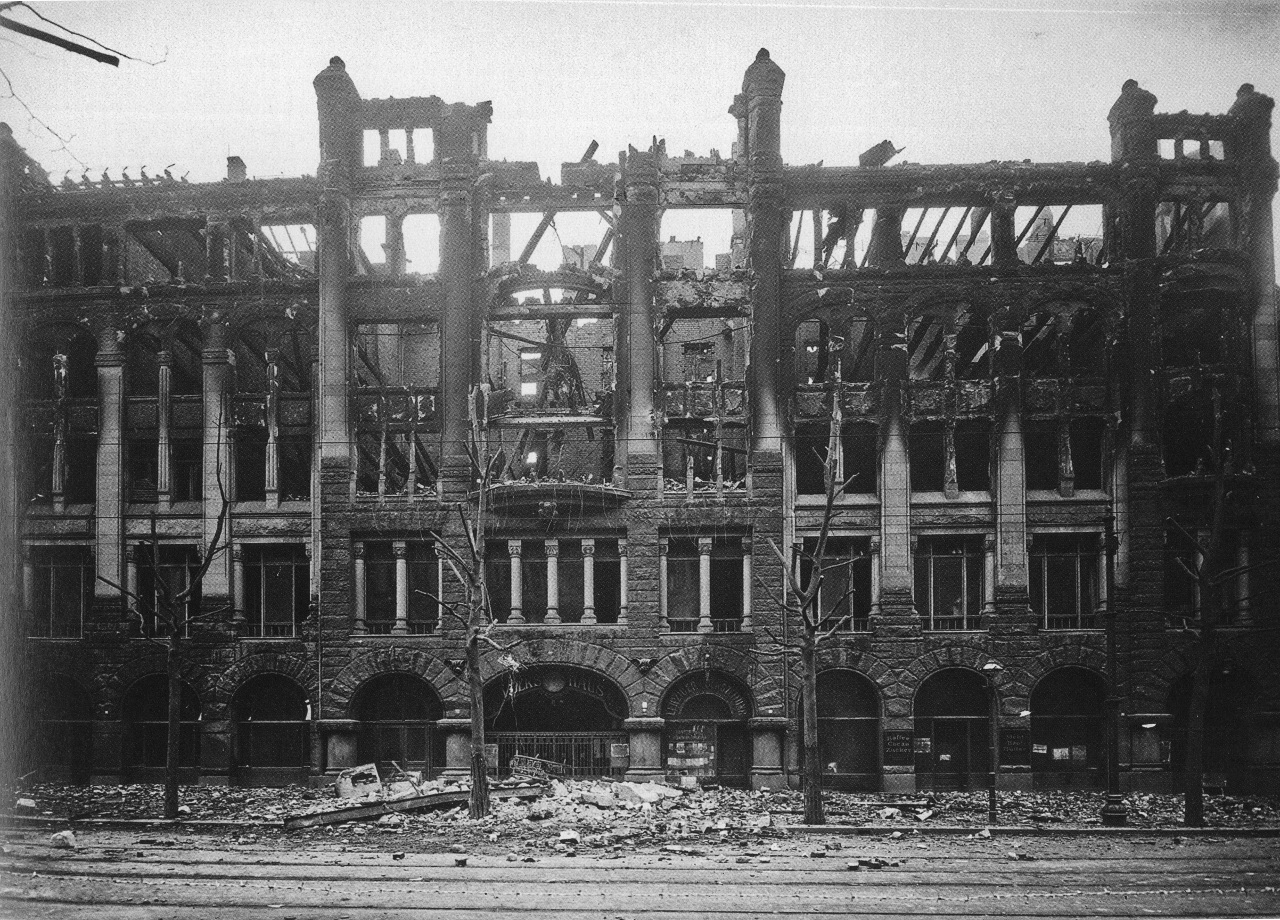
Nach der Zerstörung im Kapp-Putsch
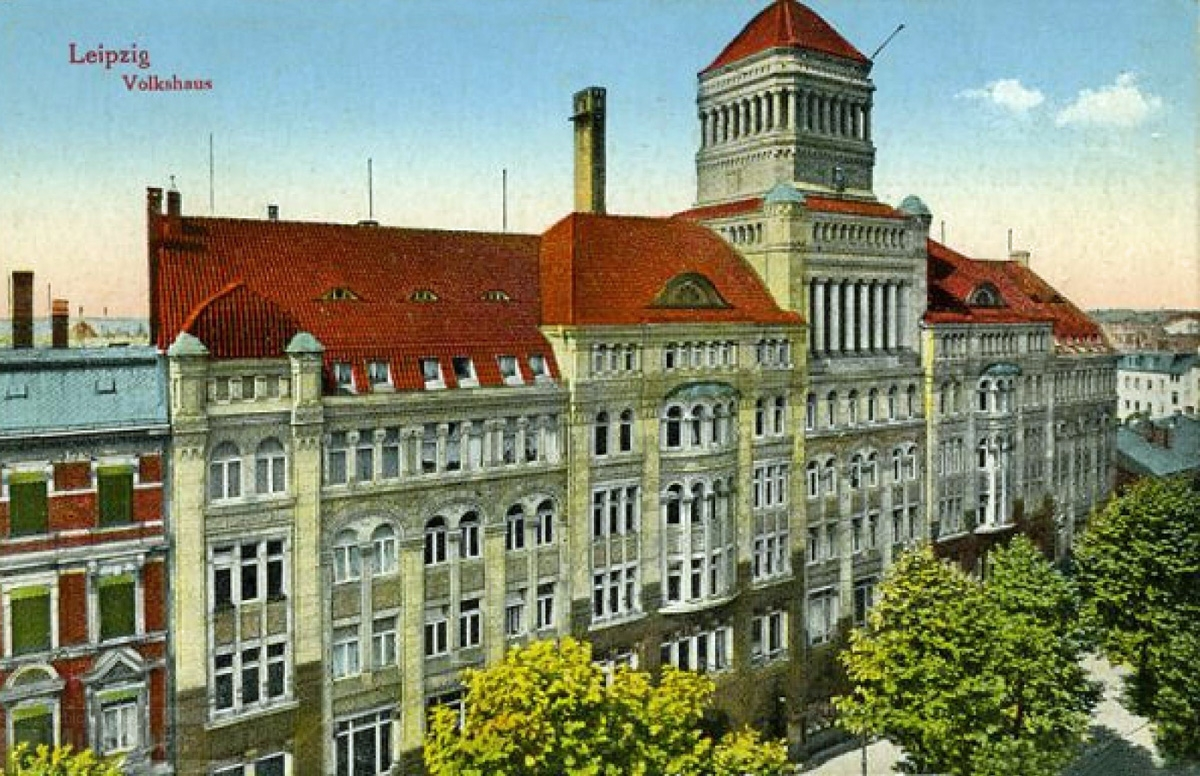
Das wiederaufgebaute und erweiterte Volkshaus

Während des Kapp-Putsches wurde hier das Leipziger Hauptquartier der Spartakisten vermutet. Deshalb wurde das Volkshaus am 19. März 1920 von Artillerie und Minenwerfern beschossen und danach von Reichswehrsoldaten erstürmt, die das Gebäude plünderten und an mehreren Stellen Feuer legten.
Unter der Parole „Trotz alledem“, die auch in die Straßenfront eingemeißelt wurde, begann der Wiederaufbau unter gleichzeitiger Erweiterung nach Norden. Jeder organisierte Arbeiter spendete dafür mindestens einen Tagesverdienst, und 200.000 „Volkshaus-Gutscheine“ im Wert von 50 Pfennig wurden verkauft. Am 1. Mai 1921 konnte die Wiedereröffnung gefeiert werden.
In der neuen Fassade waren nunmehr neben dem Mittelteil jeweils drei neue Achsen mit einem flachen Runderker eingeschoben. Diese Verlängerung führte dazu, dass aus Platzgründen der nördliche Seitenrisalit nicht mehr errichtet werden konnte, was zu einer leichten Asymmetrie führte. Der Mittelteil erhielt einen höheren, turmartigen Aufbau.
1928 wurde das Gebäude durch einen Großbrand abermals stark beschädigt.
Am 2. Mai 1933, unmittelbar nach dem Tag der nationalen Arbeit, besetzte die SA das Volkshaus, das später der NS-Freizeitorganisation Kraft durch Freude (KdF) unterstellt und in „Haus der Arbeit“ umbenannt wurde. Die Trotz-alledem-Losung wurde entfernt.
Im Zweiten Weltkrieg wurde das Haus durch Bombenangriffe wieder zerstört und nach 1945 in vereinfachter Form und unter Verzicht auf den Turm wiederaufgebaut. 1947 wurde im Garten des Volkshauses ein vom Leipziger Gewerkschaftsfunktionär Erich Schilling (1882–1962) gestiftetes schlichtes Heinrich-Heine-Denkmal zu dessen 150. Geburtstag aufgestellt. In der DDR war das Gebäude unter dem Namen Ernst-Thälmann-Haus Sitz des Freien Deutschen Gewerkschaftsbundes (FDGB).
Nach der Wende ging es in den Besitz des Deutschen Gewerkschaftsbundes (DGB) über und wurde Sitz von Einzelgewerkschaften. 2006 verkaufte der DGB das Volkshaus Leipzig mit weiteren neun Gewerkschaftshäusern in den neuen Bundesländern an die Cerberus Capital Management. 2009 konnte das Volkshaus Leipzig durch die Gewerkschaft ver.di zurückerworben werden.